# Почарова
Почарова (слч. Počarová) насељено је мјесто са административним статусом сеоске општине (слч. obec) у округу Повашка Бистрица, у Тренчинском крају, Словачка Република.

## Становништво
| Година:    | 1994. | 2004.   | 2014.   | 2024.    |
| ---------- | ----- | ------- | ------- | -------- |
| Број људи: | 137   | 145     | 140     | 158      |
| Разлика:   |       | +5,83 % | -3,44 % | +12,85 % |

| Година:    | 2023. | 2024.   |
| ---------- | ----- | ------- |
| Број људи: | 148   | 158     |
| Разлика:   |       | +6,75 % |

Према подацима о броју становника из 2024. године насеље је имало 158 становника.